# Tim Etchells

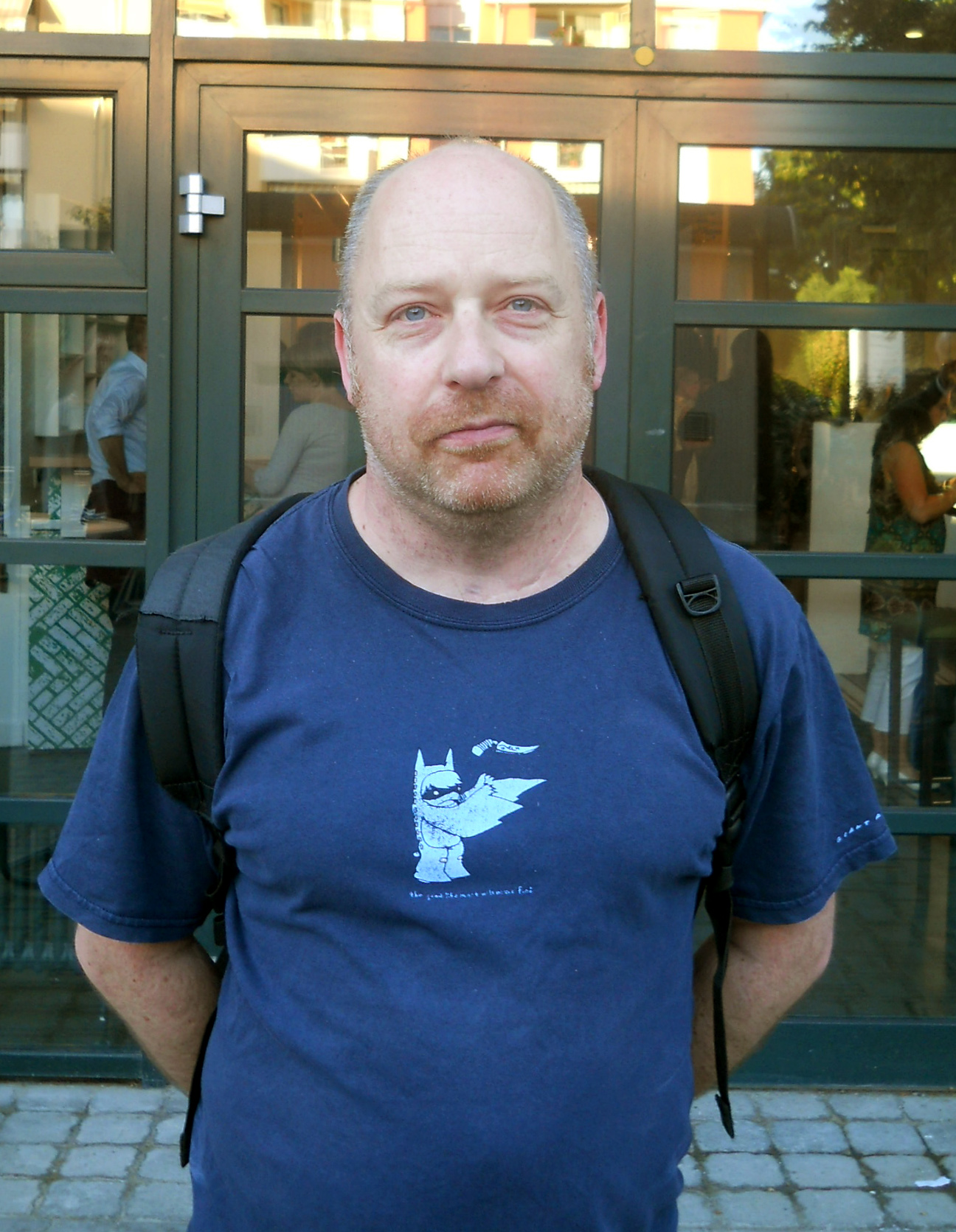
Tim Etchells, Frankfurt am Main, 2012

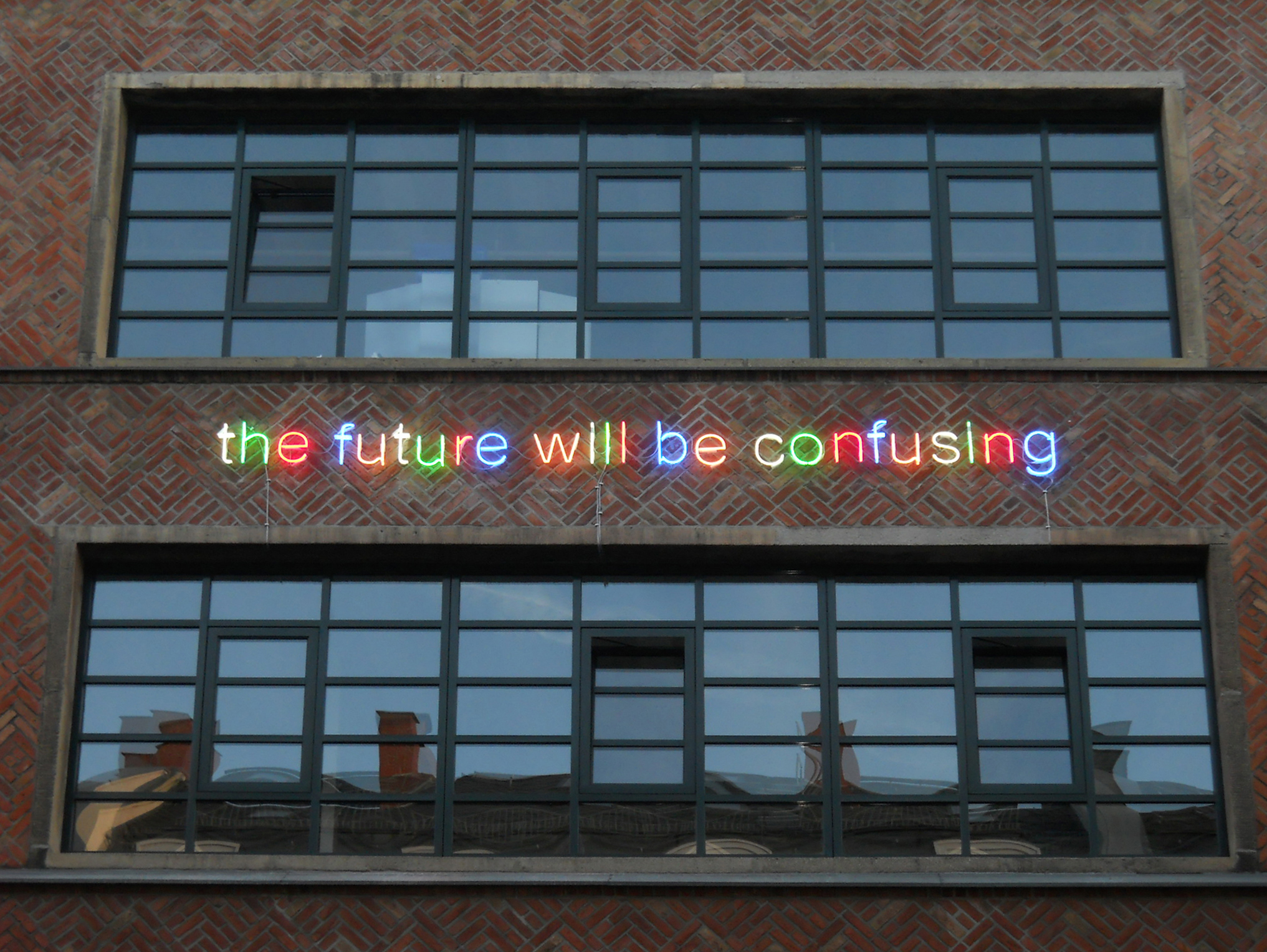
Tim Etchells: the future will be confusing, Mousonturm, Frankfurt am Main

Tim Etchells, född 1962, är konstnär, skådespelare och skribent verksam i Sheffield, Storbritannien. Han driver teaterkompaniet Forced Entertainment, grundat 1984, som arbetar med en performativ samtidsteater. Gruppen har satt upp ett dussintal föreställningar som visats runt om i världen på teatrar och festivaler. 
Etchells arbetar även som konstnär, ofta med fokus på text och språkliga system och har gett ut ett antal så kallade artist's books. Han har även samarbetat med fotografen Hugo Glendinning i ett antal fotoprojekt och skapat verk i neon och för video. Som performancekonstnär har han samarbetat med bland andra Franko B och Vlatka Horvat. Han har även publicerat en roman med titeln The Broken World och novellsamlingen Endland Stories. Utöver detta har han även agerat kurator för ett antal festivaler och utställningar.